# Erika Wahlbrink

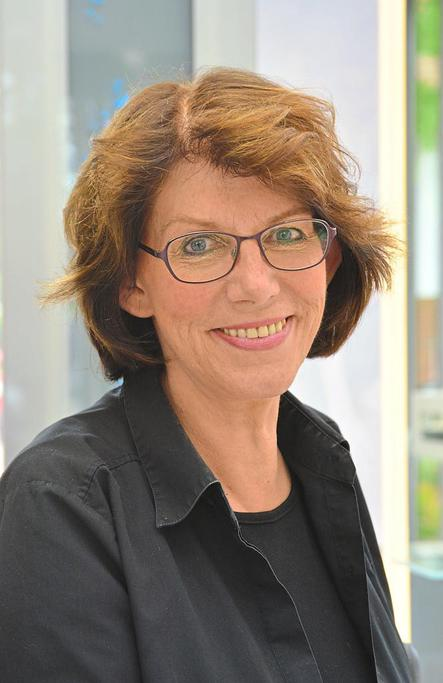
Erika Wahlbrink

Erika Wahlbrink (* 9. August 1950 in Ibbenbüren) ist eine deutsche Friseurmeisterin und ehemalige Ober- und Kreishandwerksmeisterin. Sie ist Trägerin des Heribert-Späth-Preises als beste Ausbilderin im Handwerk und wurde am 13. März 2018 für ihr Lebenswerk mit dem Verdienstkreuz am Bande des Verdienstordens der Bundesrepublik Deutschland geehrt.

## Werdegang
Erika Wahlbrink begann ihre Ausbildung zur Friseurin 1965, mit Erhalt des Gesellenbriefes schloss sie die Ausbildung 1968 ab. Die Meisterprüfung absolvierte sie 1973. 1976 eröffnete sie ihren ersten eigenen Friseurladen in Ibbenbüren. Das Team um Wahlbrink nahm in den kommenden Jahren mit Erfolg an Friseurlandesmeisterschaften in NRW, Niedersachsen und Bremen teil. Weitere Erfolge auf nationaler und internationaler Ebene waren:
- 1996 Verleihung des erstmals verliehenen Gesundheitspreises des deutschen Gesamthandwerks
- 2003 eine Mitarbeiterin des Teams ward deutsche Meisterin im Friseurhandwerk
- 2005 Teilnahme an der Europameisterschaft des Friseurhandwerks und in der Kosmetik in Frankfurt, Tanja Piontek vom Haar & Design Team wird dreifache Europameisterin im Bereich Kosmetik
- 2008 Teilnahme an der Weltmeisterschaft des Friseurhandwerks in Chicago, das Team um Wahlbrink ward Weltmeister in der Disziplin Herrendesign

Im Februar 1981 eröffnete sie den noch bestehenden Friseurladen "Haar & Design Wahlbrink" in Ibbenbüren, den sie bis 2012 führte. Ihre Mitarbeiterin Tanja Hartmann, geb. Piontek, übernahm 2012 das Geschäft und führt es seitdem fort.

## Ehrenamtliche Tätigkeiten
Erika Wahlbrink engagiert sich seit 1985 ehrenamtlich in berufsständischen Organisationen des Handwerks. Im Jahr 1982 wurde sie zur Fachbeiratsleiterin der Friseur-Innung Tecklenburger Land gewählt. Dies war der Beginn eines ehrenamtlichen Engagements:
Wahlbrink wurde 1988 einstimmig zur stellvertretenden Obermeisterin der Friseur-Innung Tecklenburger Land gewählt, von 1996 bis 2015 war sie Obermeisterin der Innung Steinfurt. Nach 20 Jahren an der Spitze der Innung verzichtete sie 2015 auf eine erneute Kandidatur. Im selben Jahr wurde sie zur Ehrenobermeisterin gewählt.
Im Jahr 2006 wurde sie zur stellvertretenden Kreishandwerksmeisterin der Kreishandwerkerschaft Steinfurt-Warendorf gewählt, von 2007 bis 2012 übernahm sie das Amt der zweiten Kreishandwerksmeisterin, ab 2012 bis 2017 war sie als alleinige Kreishandwerksmeisterin im Amt.
Von 1988 bis 1996 war sie Delegierte des Landesinnungsverbandes Friseurhandwerk NRW.
Von 1997 bis 2005 war sie Mitglied im Vorstand und des Wirtschaft- und Sozialausschusses des Landesinnungsverbandes Friseurhandwerk NRW.
Von 2001 bis 2017 war Erika Wahlbrink ehrenamtliche Richterin am Arbeitsgericht Rheine.
Von 2009 bis 2019 war sie in die Vollversammlung der Handwerkskammer Münster gewählt.

## Ehrungen und Auszeichnungen
- 2001 Silberne Nadel des Landesinnungsverbandes Friseurhandwerk NRW
- 2005 Goldene Nadel des Landesinnungsverbandes Friseurhandwerk NRW
- 2008 Heribert-Späth-Preis für besondere Ausbildungsleistungen im Handwerk
- 2018 Verdienstorden der Bundesrepublik Deutschland in der Stufe Verdienstkreuz am Bande

## Handwerkspolitische Ziele
Insbesondere in ihrer Funktion als Kreishandwerksmeisterin engagierte sich Frau Wahlbrink auch handwerkspolitisch. Neben Kampagnen wie beispielsweise „Ja zum Meister“, eine Kampagne gegen die Abschaffung der Meisterpflicht, lag der Schwerpunkt ihrer Arbeit insbesondere auf dem Thema Ausbildung. Ihr Ziel war es, Handwerksberufe jungen Menschen näher zu bringen und sie für diese zu begeistern. Dabei verteidigte sie die duale Ausbildung und sprach sich immer wieder gegen eine „Akademisierung der Ausbildung“ aus.

## Privates
Erika Wahlbrink lebt in Ibbenbüren.